# 2016-os MotoGP olasz nagydíj
A 2016-os MotoGP olasz nagydíjat május 20. és 22. között rendezték. A MotoGP-t Jorge Lorenzo, a Moto2-t Johann Zarco, míg a Moto3-at Brad Binder nyerte meg.

## MotoGP

### Időmérő
A MotoGP időmérőjét május 21-én, délután rendezték. A pole-pozíciót Valentino Rossi szerezte meg Maverick Viñales és Andrea Iannone előtt.
| MotoGP időmérő        | MotoGP időmérő | MotoGP időmérő   | MotoGP időmérő | MotoGP időmérő | MotoGP időmérő | MotoGP időmérő |
| Helyezés              | Rajtszám       | Versenyző        | Motor          | Q1             | Q2             | Körök          |
| --------------------- | -------------- | ---------------- | -------------- | -------------- | -------------- | -------------- |
| 1.                    | 46             | Valentino Rossi  | Yamaha         |                | 1:46,504       | 8              |
| 2.                    | 25             | Maverick Viñales | Suzuki         |                | 1:46,598       | 7              |
| 3.                    | 29             | Andrea Iannone   | Ducati         |                | 1:46,607       | 8              |
| 4.                    | 93             | Marc Márquez     | Yamaha         |                | 1:46,759       | 7              |
| 5.                    | 99             | Jorge Lorenzo    | Yamaha         |                | 1:46,882       | 8              |
| 6.                    | 41             | Aleix Espargaró  | Suzuki         | 1:47,040       | 1:47,186       | 6              |
| 7.                    | 26             | Dani Pedrosa     | Honda          |                | 1:47,218       | 8              |
| 8.                    | 38             | Bradley Smith    | Yamaha         |                | 1:47,247       | 9              |
| 9.                    | 9              | Danilo Petrucci  | Ducati         |                | 1:47,261       | 7              |
| 10.                   | 45             | Scott Redding    | Ducati         | 1:46,886       | 1:47,359       | 6              |
| 11.                   | 51             | Michele Pirro    | Ducati         |                | 1:47,361       | 6              |
| 12.                   | 68             | Yonny Hernández  | Ducati         |                | 1:47,436       | 7              |
| 13.                   | 04             | Andrea Dovizioso | Ducati         | 1:47,089       |                | 6              |
| 14.                   | 44             | Pol Espargaró    | Yamaha         | 1:47,159       |                | 4              |
| 15.                   | 8              | Héctor Barberá   | Ducati         | 1:47,555       |                | 7              |
| 16.                   | 35             | Cal Crutchlow    | Honda          | 1:47,659       |                | 6              |
| 17.                   | 43             | Jack Miller      | Honda          | 1:47,830       |                | 8              |
| 18.                   | 50             | Eugene Laverty   | Ducati         | 1:48,111       |                | 7              |
| 19.                   | 19             | Álvaro Bautista  | Aprilia        | 1:48,372       |                | 8              |
| 20.                   | 6              | Stefan Bradl     | Aprilia        | 1:48,646       |                | 8              |
| 21.                   | 76             | Loris Baz        | Ducati         | 1:48,991       |                | 6              |
| –                     | 53             | Tito Rabat       | Honda          | Idő nélkül     |                | 0              |
| HIVATALOS VÉGEREDMÉNY |                |                  |                |                |                |                |

### Futam
A MotoGP futamát május 22-én, délután rendezték. Lorenzo hatalmasat rajtolt az ötödik helyről és fordult elsőként az első kanyarban megelőzve Rossit és a szintén kiválóan rajtoló Aleix Espargarót. Az első kanyarban Miller, Bautista és Baz akadtak össze, utóbbi lábsérülést szenvedett, így ki kellett hagynia a következő versenyt. A rajt során Hernández kiugrott és áthajtásos büntetést kapott, valamint Viñales sem rajtolt jót, a spanyol a másodikról a tizedik helyre esett vissza. A vezető hármas mögött Márquez és a 13. helyről rajtoló Dovizioso haladtak. Rossi az egyenes végén minden körben támadta csapattársát, de Lorenzo hihetetlen mély féktávokat véve tudta maga mögött tartani a helyiek kedvencét. 15 körrel a vége előtt azonban az olasz drukkerek számára bekövetkezett a legrosszabb: Rossi motorja elfüstölt, pont úgy, mint csapattársáé a bemelegítő edzésen. Az olasz kiesését követően már Márquez haladt a második helyen másodpercekre Lorenzóról, de minden körben közelebb tudott kerülni riválisához. A harmadik helyen Dovizioso haladt, de Pedrosa és a rajtját elrontó Iannone is kezdték támadni. Dovizioso elfékezte az első kanyart, visszaesve az ötödik helyre, de csapattársa a következő körben sikeresen megelőzte Pedrosát. Az élen az utolsó körökre kialakult a Lorenzo-Márquez csata. A hondás többször is bedobta motorját az első kanyarban, de nem tudott elég mélyet fékezni. Az utolsó körben a pálya középső részén vette át a vezetést, de Lorenzo az utolsó szektorban visszatámadott, ám Márquez tartotta pozícióját. Az utolsó kanyarban úgy tűnt, Márquez nyeri a versenyt, de Lorenzo hihetetlen kigyorsítást véve ,,lesprintelte’’ a Hondát, így 19 ezreddel a Yamahásé lett a győzelem.
| Helyezés              | Rajtszám | Versenyző        | Csapat  | Körök | Idő/Különbség | Rajthely | Pont |
| --------------------- | -------- | ---------------- | ------- | ----- | ------------- | -------- | ---- |
| 1.                    | 99       | Jorge Lorenzo    | Yamaha  | 23    | 41:36,535     | 5        | 25   |
| 2.                    | 93       | Marc Márquez     | Honda   | 23    | +0,019        | 4        | 20   |
| 3.                    | 29       | Andrea Iannone   | Ducati  | 23    | +4,742        | 3        | 16   |
| 4.                    | 26       | Dani Pedrosa     | Honda   | 23    | +4,910        | 7        | 13   |
| 5.                    | 04       | Andrea Dovizioso | Ducati  | 23    | +6,256        | 13       | 11   |
| 6.                    | 25       | Maverick Viñales | Suzuki  | 23    | +8,670        | 2        | 10   |
| 7.                    | 38       | Bradley Smith    | Yamaha  | 23    | +13,340       | 8        | 9    |
| 8.                    | 9        | Danilo Petrucci  | Ducati  | 23    | +14,598       | 9        | 8    |
| 9.                    | 41       | Aleix Espargaró  | Aprilia | 23    | +18,643       | 6        | 7    |
| 10.                   | 51       | Michele Pirro    | Aprilia | 23    | +22,298       | 11       | 6    |
| 11.                   | 35       | Cal Crutchlow    | Honda   | 23    | +27,936       | 16       | 5    |
| 12.                   | 8        | Héctor Barberá   | Ducati  | 23    | +35,712       | 15       | 4    |
| 13.                   | 50       | Eugene Laverty   | Ducati  | 23    | +38,032       | 18       | 3    |
| 14.                   | 6        | Stefan Bradl     | Aprilia | 23    | +40,094       | 20       | 2    |
| 15.                   | 44       | Pol Espargaró    | Yamaha  | 23    | +59,811       | 14       | 1    |
| 16.                   | 68       | Yonny Hernández  | Ducati  | 23    | +1:04,397     | 12       |      |
| Ki                    | 46       | Valentino Rossi  | Yamaha  | 8     | Motorhiba     | 1        |      |
| Ki                    | 45       | Scott Redding    | Ducati  | 8     | Kiállt        | 10       |      |
| Ki                    | 43       | Jack Miller      | Honda   | 0     | Baleset       | 17       |      |
| Ki                    | 19       | Álvaro Bautista  | Aprilia | 0     | Baleset       | 19       |      |
| Ki                    | 76       | Loris Baz        | Ducati  | 0     | Baleset       | 21       |      |
| Ni                    | 53       | Tito Rabat       | Honda   | –     | Nem indult    | –        |      |
| HIVATALOS VÉGEREDMÉNY |          |                  |         |       |               |          |      |

### Érdekességek
- Dani Pedrosa 250. nagydíja
- A Yamaha 100. nagydíjgyőzelme

## Moto2

### Időmérő
A Moto2 időmérőjét május 21-én, délután rendezték.
| Moto2 időmérő         | Moto2 időmérő | Moto2 időmérő       | Moto2 időmérő | Moto2 időmérő | Moto2 időmérő |
| Helyezés              | Rajtszám      | Versenyző           | Motor         | Idő           | Körök         |
| --------------------- | ------------- | ------------------- | ------------- | ------------- | ------------- |
| 1.                    | 22            | Sam Lowes           | Kalex         | 1:51,965      | 18            |
| 2.                    | 30            | Nakagami Takaaki    | Kalex         | 1:52,012      | 18            |
| 3.                    | 7             | Lorenzo Baldassarri | Kalex         | 1:52,088      | 17            |
| 4.                    | 49            | Axel Pons           | Kalex         | 1:52,091      | 19            |
| 5.                    | 23            | Marcel Schrötter    | Kalex         | 1:52,134      | 14            |
| 6.                    | 5             | Johann Zarco        | Kalex         | 1:52,198      | 18            |
| 7.                    | 12            | Thomas Lüthi        | Kalex         | 1:52,265      | 17            |
| 8.                    | 24            | Simone Corsi        | Speed Up      | 1:52,331      | 14            |
| 9.                    | 40            | Álex Rins           | Kalex         | 1:52,321      | 14            |
| 10.                   | 10            | Luca Marini         | Kalex         | 1:52,330      | 16            |
| 11.                   | 11            | Sandro Cortese      | Kalex         | 1:52,343      | 17            |
| 12.                   | 77            | Dominique Aegerter  | Kalex         | 1:52,361      | 17            |
| 13.                   | 21            | Franco Morbidelli   | Kalex         | 1:52,394      | 18            |
| 14.                   | 73            | Álex Márquez        | Kalex         | 1:52,399      | 17            |
| 15.                   | 55            | Hafizh Syahrin      | Kalex         | 1:52,466      | 16            |
| 16.                   | 39            | Luis Salom          | Kalex         | 1:52,624      | 19            |
| 17.                   | 94            | Jonas Folger        | Kalex         | 1:52,652      | 17            |
| 18.                   | 52            | Danny Kent          | Kalex         | 1:52,694      | 18            |
| 19.                   | 19            | Xavier Siméon       | Speed Up      | 1:52,743      | 16            |
| 20.                   | 60            | Julián Simón        | Speed Up      | 1:52,754      | 17            |
| 21.                   | 44            | Miguel Oliveira     | Kalex         | 1:53,170      | 17            |
| 22.                   | 54            | Mattia Pasini       | Kalex         | 1:53,238      | 16            |
| 23.                   | 14            | Rattapark Vilairot  | Kalex         | 1:53,318      | 14            |
| 24.                   | 70            | Robin Mulhauser     | Kalex         | 1:53,623      | 18            |
| 25.                   | 88            | Ricard Cardús       | Suter         | 1:53,778      | 15            |
| 26.                   | 32            | Isaac Viñales       | Tech 3        | 1:53,806      | 12            |
| 27.                   | 57            | Edgar Pons          | Kalex         | 1:53,881      | 19            |
| 28.                   | 42            | Federico Fuligni    | Kalex         | 1:53,949      | 17            |
| 29.                   | 97            | Xavi Vierge         | Tech 3        | 1:54,288      | 20            |
| 30.                   | 33            | Alessandro Tonucci  | Kalex         | 1:54,832      | 17            |
| 31.                   | 2             | Jesko Raffin        | Kalex         | 1:55,197      | 20            |
| HIVATALOS VÉGEREDMÉNY |               |                     |               |               |               |

### Futam
A Moto2 futamát május 22-én, délután rendezték. Kaotikus futambak nézett elébe a Moto2 mezőnye az eredetileg 21 körösre tervezett futam előtt. Sam Lowes a pole-ból nem indult valami jól, Nakagami és Baldassarri is megelőzték az angolt, de a második körre már visszaállt az élre. Lüthi is megelőzte a japán versenyzőt, eközben Rins az elrontott időmérője után már a nyolcadik helyen haladt. A harnadik körbe Márquez és Marini ütköztek, majd a kör végén Jonas Folger adta fel a versenyt. Egy körrel később Vierge dobta el a motor, de a gumifal annyira megsérült, hogy a versenyt félbe kellett szakítani. A versenyigazgatóság gyors rajtprocedúrát rendelt el, a versenyzők pedig lassan visszaálltak a rajtrácsra a harmadik kör állása szerint. A bonyodalmak csak ezután kezdődtek, a mezőny nagy részét a boxba invitálták. Sokan nem értettek, hogy mi történik, majd a második rajtot is csúsztatniuk kellett a szervezőknek.
Közel fél órával később a versenyzők ismét felálltak a rajtrácsra Nakagami, Simón, Siméon, Corsi, Vilairot, Edgar Pons, Fuligni és Rins kivételével. Nekik a boxutcából kellett rajtolniuk, mert nem hagyták el elég gyorsan a boxutcát, hogy megkezdjék a felvezető körüket. Lowes rosszul kapta el a rajtot, visszaesett az ötödik helyre, Lüthi, Baldassarri, Syahrin és a lágy gumikon induló Zarco mögé. Zarco előre küzdötte magát és Baldarrassival a futamgyőzelemért harcolt, miközben több körös csata után Lowes feljött a harmadik helyre.
Zarco megnyerte a futamot Baldassarri, Lowes, Lüthi és Syahrin előtt, Rins, pedig a boxutcából rajtolva küzdötte fel magát egészen a hatodik helyig, bár a bajnokságban nem tudta megtartani vezető helyét.
| Helyezés              | Rajtszám | Versenyző           | Csapat   | Körök | Idő/Különbség | Rajthely | Pont |
| --------------------- | -------- | ------------------- | -------- | ----- | ------------- | -------- | ---- |
| 1.                    | 5        | Johann Zarco        | Kalex    | 13    | 24:07,560     | 6        | 25   |
| 2.                    | 7        | Lorenzo Baldassarri | Kalex    | 13    | +0,030        | 3        | 20   |
| 3.                    | 22       | Sam Lowes           | Kalex    | 13    | +1,096        | 1        | 16   |
| 4.                    | 12       | Thomas Lüthi        | Kalex    | 13    | +1,215        | 7        | 13   |
| 5.                    | 55       | Hafizh Syahrin      | Kalex    | 13    | +1,653        | 15       | 11   |
| 6.                    | 49       | Axel Pons           | Kalex    | 13    | +2,110        | 4        | 10   |
| 7.                    | 40       | Álex Rins           | Kalex    | 13    | +5,649        | 9        | 9    |
| 8.                    | 21       | Franco Morbidelli   | Kalex    | 13    | +6,249        | 13       | 8    |
| 9.                    | 30       | Nakagami Takaaki    | Kalex    | 13    | +6,280        | 2        | 7    |
| 10.                   | 77       | Dominique Aegerter  | Kalex    | 13    | +6,322        | 12       | 6    |
| 11.                   | 11       | Sandro Cortese      | Kalex    | 13    | +6,720        | 11       | 5    |
| 12.                   | 24       | Simone Corsi        | Speed Up | 13    | +7,659        | 8        | 4    |
| 13.                   | 44       | Miguel Oliveira     | Kalex    | 13    | +7,718        | 21       | 3    |
| 14.                   | 52       | Danny Kent          | Kalex    | 13    | +7,745        | 18       | 2    |
| 15.                   | 94       | Jonas Folger        | Kalex    | 13    | +8,046        | 17       | 1    |
| 16.                   | 73       | Álex Márquez        | Kalex    | 13    | +9,300        | 14       |      |
| 17.                   | 60       | Julián Simón        | Speed Up | 13    | +10,410       | 20       |      |
| 18.                   | 23       | Marcel Schrötter    | Kalex    | 13    | +11,585       | 5        |      |
| 19.                   | 88       | Ricard Cardús       | Suter    | 13    | +11,654       | 25       |      |
| 20.                   | 42       | Federico Fuligni    | Kalex    | 13    | +14,739       | 28       |      |
| 21.                   | 70       | Robin Mulhauser     | Kalex    | 13    | +15,089       | 24       |      |
| 22.                   | 14       | Rattapark Vilairot  | Kalex    | 13    | +15,098       | 23       |      |
| 23.                   | 57       | Edgar Pons          | Kalex    | 13    | +21,012       | 27       |      |
| 24.                   | 32       | Isaac Viñales       | Tech 3   | 13    | +21,734       | 26       |      |
| 25.                   | 33       | Alessandro Tonucci  | Kalex    | 13    | +30,005       | 30       |      |
| 26.                   | 2        | Jesko Raffin        | Kalex    | 13    | +50,423       | 31       |      |
| Ki                    | 39       | Luis Salom          | Kalex    | 11    | Kicsúszás     | 16       |      |
| Ki                    | 54       | Mattia Pasini       | Kalex    | 4     | Kicsúszás     | 22       |      |
| Ni                    | 19       | Xavier Siméon       | Speed Up | 3     | Nem indult    | 19       |      |
| Ki                    | 10       | Luca Marini         | Kalex    | 2     | Kicsúszás     | 10       |      |
| Ki                    | 97       | Xavi Vierge         | Tech 3   | 3     | Kiesett       | 29       |      |
| HIVATALOS VÉGEREDMÉNY |          |                     |          |       |               |          |      |

## Moto3

### Időmérő
A Moto3 időmérőjét május 21-én, délután rendezték.
| Moto3 időmérő         | Moto3 időmérő | Moto3 időmérő          | Moto3 időmérő | Moto3 időmérő | Moto3 időmérő |
| Helyezés              | Rajtszám      | Versenyző              | Motor         | Idő           | Körök         |
| --------------------- | ------------- | ---------------------- | ------------- | ------------- | ------------- |
| 1.                    | 5             | Romano Fenati          | KTM           | 1:57,289      | 11            |
| 2.                    | 16            | Andrea Migno           | KTM           | 1:57,586      | 13            |
| 3.                    | 89            | Khairul Idham Pawi     | Honda         | 1:57,605      | 13            |
| 4.                    | 41            | Brad Binder            | KTM           | 1:57,661      | 13            |
| 5.                    | 9             | Jorge Navarro          | Honda         | 1:57,956      | 15            |
| 6.                    | 33            | Enea Bastianini        | Honda         | 1:57,994      | 12            |
| 7.                    | 8             | Nicolò Bulega          | KTM           | 1:58,013      | 12            |
| 8.                    | 21            | Francesco Bagnaia      | Mahindra      | 1:58,049      | 13            |
| 9.                    | 44            | Arón Canet             | Honda         | 1:58,123      | 14            |
| 10.                   | 36            | Joan Mir               | KTM           | 1:58,151      | 13            |
| 11.                   | 76            | Ono Hiroki             | Honda         | 1:58,152      | 15            |
| 12.                   | 4             | Fabio Di Giannantonio  | Honda         | 1:58,228      | 13            |
| 13.                   | 64            | Bo Bendsneyder         | KTM           | 1:58,305      | 13            |
| 14.                   | 48            | Lorenzo Dalla Porta    | KTM           | 1:58,343      | 15            |
| 15.                   | 88            | Jorge Martín           | Mahindra      | 1:58,344      | 12            |
| 16.                   | 84            | Jakub Kornfeil         | Honda         | 1:58,375      | 15            |
| 17.                   | 55            | Andrea Locatelli       | KTM           | 1:58,426      | 14            |
| 18.                   | 20            | Fabio Quartararo       | KTM           | 1:58,486      | 17            |
| 19.                   | 98            | Karel Hanika           | Mahindra      | 1:58,494      | 14            |
| 20.                   | 24            | Szuzuki Tacuki         | Mahindra      | 1:58,520      | 14            |
| 21.                   | 19            | Gabriel Rodrigo        | KTM           | 1:58,577      | 12            |
| 22.                   | 23            | Niccolò Antonelli      | Honda         | 1:58,606      | 5             |
| 23.                   | 11            | Livio Loi              | Honda         | 1:58,676      | 14            |
| 24.                   | 40            | Darryn Binder          | Mahindra      | 1:58,745      | 12            |
| 25.                   | 95            | Jules Danilo           | Honda         | 1:58,763      | 12            |
| 26.                   | 58            | Juan Francisco Guevara | KTM           | 1:58,767      | 12            |
| 27.                   | 10            | Alexis Masbou          | Peugeot       | 1:58,931      | 12            |
| 28.                   | 17            | John McPhee            | Peugeot       | 1:59,041      | 13            |
| 29.                   | 6             | María Herrera          | KTM           | 1:59,260      | 12            |
| 30.                   | 43            | Stefano Valtulini      | Mahindra      | 1:59,448      | 13            |
| 31.                   | 7             | Adam Norrodin          | Honda         | 1:59,453      | 15            |
| 32.                   | 3             | Fabio Spiranelli       | Mahindra      | 2:00,482      | 14            |
| 33.                   | 77            | Lorenzo Petrarca       | Mahindra      | 2:00,570      | 15            |
| HIVATALOS VÉGEREDMÉNY |               |                        |               |               |               |

### Futam
A Moto3 futamát május 22-én, délelőtt rendezték. A rajtnál legjobban Fenati jött el, megtartva vezető helyét Migno és Brad Binder előtt. Jót rajtolt még a bemelegítő edzés nyertese, Bastianini is, de az első körökben visszaesett a középmezőnybe. Pawinak nem sikerült a rajt, ellenben a Öttlt helyettesítő Dalla Portával. A több, mint egy kilométer hosszú egyenesben kiváló szélárnyékot tudtak venni: az egyenes elején élen álló versenyző könnyedén a középmezőnyben találhatta magát. Az élen Fenati, Navarro és Bagnaia küzdöttek, majd az egyenest kihasználva Quartararo és az újonc Di Giannantonio is megérkeztek az élbolyba. Migno egyre hátrébb esett, ellenben Onoval, aki szintén csatlakozott Fenatiékhoz.
A 10. körben megtörtént a dráma: Fenati motorja megállt a pálya szélén, és nem tudta folytatni a versenyt. Pár kör múlva Navarro bukott, így Bindernek lehetősége akadt ellépni a bajnokságban.
Az utolsó körben Binder, Bagnaia, Di Gianantonio, Antonelli, Quartararo, Pawi, Canet és Ono küzdöttek a győzelemért. Pawi a célegyenes előtt pár kanyarral esett ki, míg Canet az utolsó kanyarban dobta el biztos hatodik helyét.
Binder sorozatban harmadik győzelmét aratta, megelőzve Di Giannantoniót. A harmadik hely sorsáról csak pár ezred döntött Bagnaia számára Antonelli és Quartararo előtt.
| Helyezés              | Rajtszám | Versenyző              | Csapat   | Körök | Idő/Különbség | Rajthely | Pont |
| --------------------- | -------- | ---------------------- | -------- | ----- | ------------- | -------- | ---- |
| 1.                    | 41       | Brad Binder            | KTM      | 20    | 39:49,382     | 4        | 25   |
| 2.                    | 4        | Fabio Di Giannantonio  | Honda    | 20    | +0,038        | 16       | 20   |
| 3.                    | 21       | Francesco Bagnaia      | Mahindra | 20    | +0,069        | 8        | 16   |
| 4.                    | 23       | Niccolò Antonelli      | Honda    | 20    | +0,075        | 21       | 13   |
| 5.                    | 20       | Fabio Quartararo       | KTM      | 20    | +0,077        | 18       | 11   |
| 6.                    | 76       | Ono Hiroki             | Honda    | 20    | +1,037        | 11       | 10   |
| 7.                    | 36       | Joan Mir               | KTM      | 20    | +1,532        | 10       | 9    |
| 8.                    | 8        | Nicolò Bulega          | KTM      | 20    | +1,538        | 7        | 8    |
| 9.                    | 58       | Juan Francisco Guevara | KTM      | 20    | +1,567        | 29       | 7    |
| 10.                   | 16       | Andrea Migno           | KTM      | 20    | +1,762        | 2        | 6    |
| 11.                   | 95       | Jules Danilo           | Honda    | 20    | +1,791        | 25       | 5    |
| 12.                   | 33       | Enea Bastianini        | Honda    | 20    | +1,792        | 6        | 4    |
| 13.                   | 19       | Gabriel Rodrigo        | KTM      | 20    | +1,933        | 24       | 3    |
| 14.                   | 88       | Jorge Martín           | Mahindra | 20    | +2,011        | 14       | 2    |
| 15.                   | 48       | Lorenzo Dalla Porta    | KTM      | 20    | +2,041        | 13       | 1    |
| 16.                   | 11       | Livio Loi              | Honda    | 20    | +2,391        | 22       |      |
| 17.                   | 84       | Jakub Kornfeil         | Honda    | 20    | +2,434        | 15       |      |
| 18.                   | 64       | Bo Bendsneyder         | KTM      | 20    | +2,577        | 12       |      |
| 19.                   | 24       | Szuzuki Tacuki         | Mahindra | 20    | +2,775        | 20       |      |
| 20.                   | 98       | Karel Hanika           | Mahindra | 20    | +4,289        | 19       |      |
| 21.                   | 6        | María Herrera          | KTM      | 20    | +4,916        | 33       |      |
| 22.                   | 7        | Adam Norrodin          | Honda    | 20    | +34,654       | 30       |      |
| 23.                   | 17       | John McPhee            | Peugeot  | 20    | +34,692       | 27       |      |
| 24.                   | 43       | Stefano Valtulini      | Mahindra | 20    | +34,739       | 28       |      |
| 25.                   | 77       | Lorenzo Petrarca       | Mahindra | 20    | +42,628       | 32       |      |
| Ki                    | 44       | Arón Canet             | Honda    | 19    | Kicsúszás     | 9        |      |
| Ki                    | 89       | Khairul Idham Pawi     | Honda    | 19    | Kicsúszás     | 3        |      |
| Ki                    | 3        | Fabio Spiranelli       | Mahindra | 19    | Kicsúszás     | 31       |      |
| Ki                    | 55       | Andrea Locatelli       | KTM      | 13    | Kicsúszás     | 17       |      |
| Ki                    | 9        | Jorge Navarro          | Honda    | 11    | Kicsúszás     | 5        |      |
| Ki                    | 5        | Romano Fenati          | KTM      | 9     | Kiállt        | 1        |      |
| Ki                    | 40       | Darryn Binder          | Mahindra | 7     | Kicsúszás     | 23       |      |
| Ki                    | 10       | Alexis Masbou          | Peugeot  | 3     | Kiállt        | 26       |      |
| HIVATALOS VÉGEREDMÉNY |          |                        |          |       |               |          |      |